# 팜 주메이라 모노레일

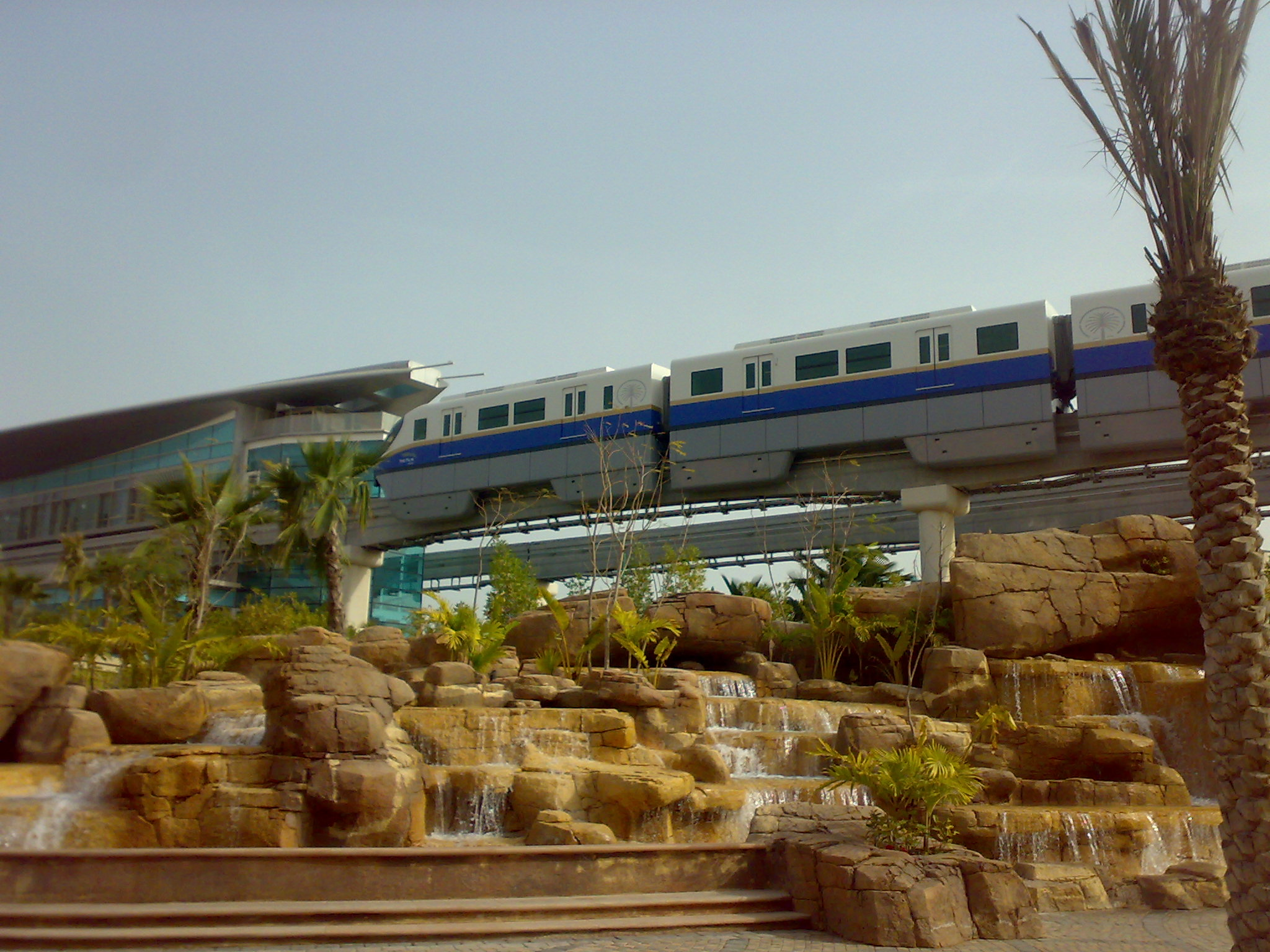
팜 주메이라 모노레일

팜 주메이라 모노레일(영어: Palm Jumeirah Monorail)은 아랍에미리트 두바이의 모노레일이다. 중동 최초의 모노레일이다. 팜 아일랜드에 있는 팜 주메이라와 주메이라 지역을 맺는다. 총 길이는 5.45km이며, 2009년 4월 30일 개업하였다.
차량은 일본 히타치 제작소가 제작하였으며, 기관사 없이 자동으로 운행하고 있다.